# Rochet-Schneider

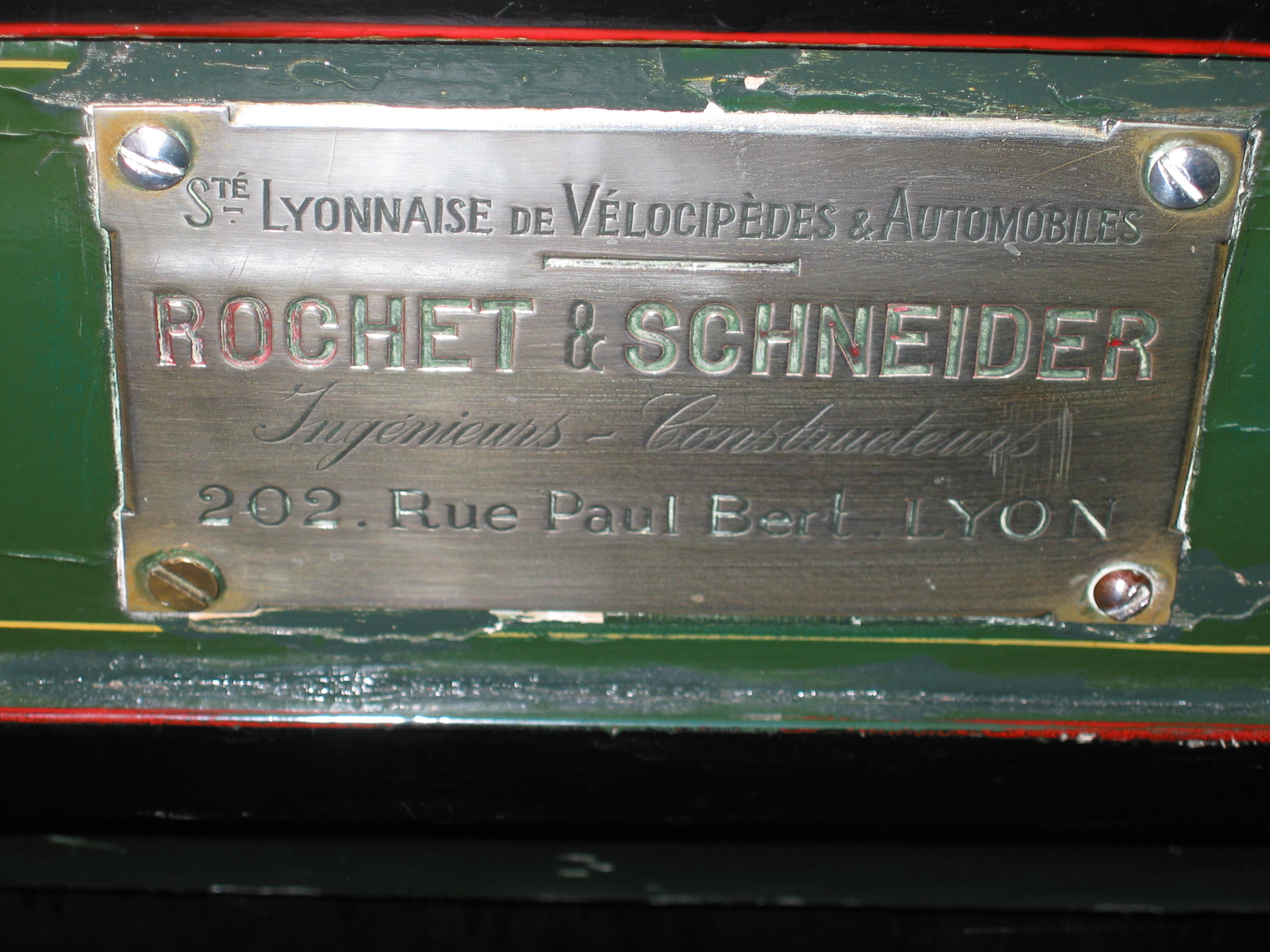
Tovární štítek Rochet-Schneider z roku 1895

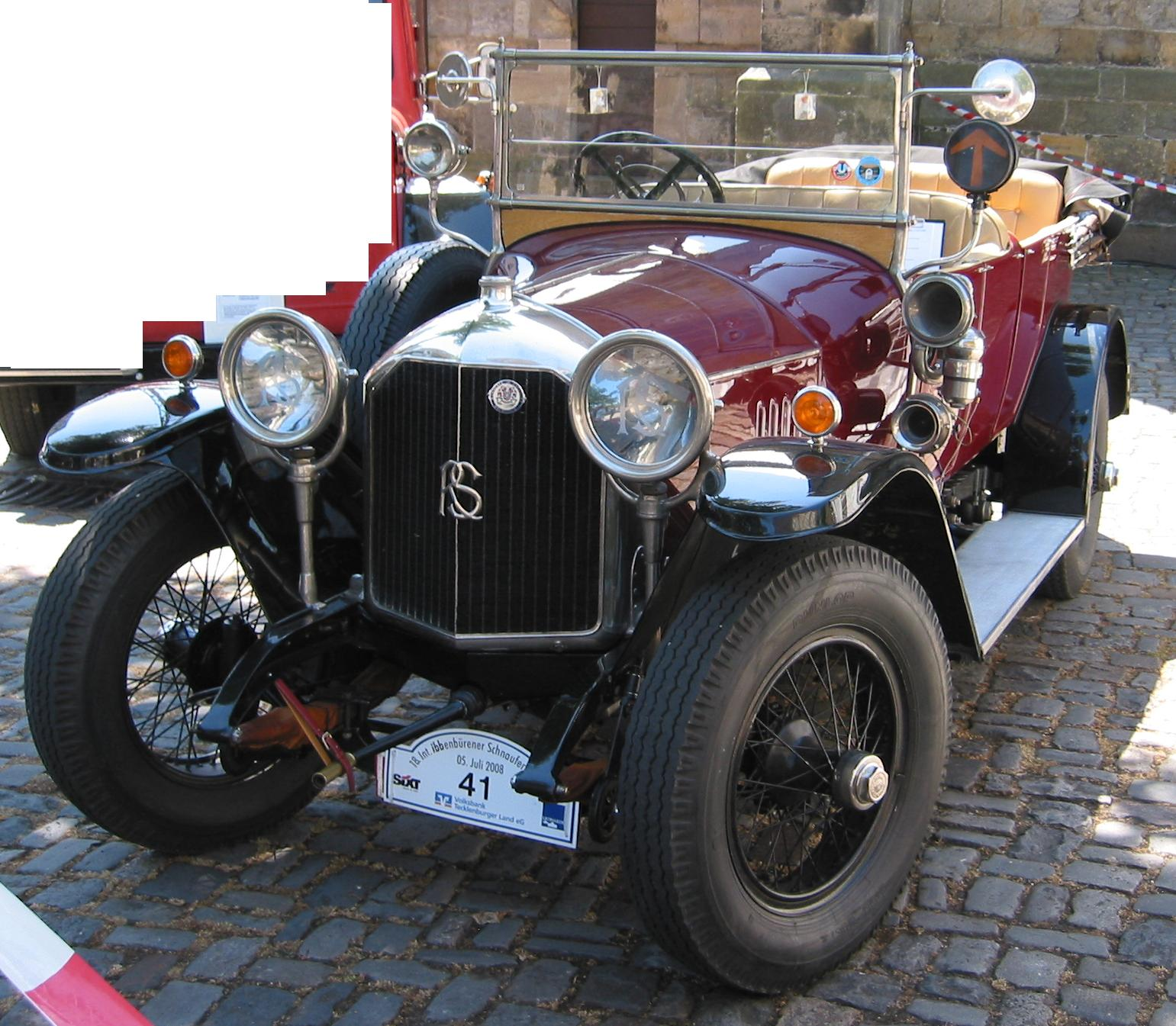
Rochet-Schneider (1918)

SA des Établissements Rochet-Schneider byl francouzský výrobce automobilů.

## Historie
Společnost, kterou založili Edouard Rochet a Théophile Schneider v Lyonu, původně vyráběla jízdní kola. Od roku 1894 začala s výrobou osobních automobilů. V letech 1895 až 1901 společnost vyrobila přibližně 240 vozů typu „Benz“. Automobily Rochet-Schneider od roku 1903 v licenci vyráběly firmy Florentia, FN, Martini a Nagant. Obchodním sloganem firmy Rochet-Schneider bylo heslo „síla, jednoduchost a tichý chod“. Vozy Rochet-Schneider byly převážně určeny bohatým zákazníkům, měly masivní mosazné díly, vzory zdobené kožené čalounění, ručně opracované dřevěné díly a další „drahé“ součásti.
Firma osobní vozy od roku 1932 nevyráběla, produkce nákladních automobilů pokračovala až do roku 1951, kdy firmu převzala automobilka Berliet.
chronologicky
1889 – vznikla Société de Construction Vélocipédique du Rhône, zakladateli byli Edouard Rochet a Théodore Schneider. Vyráběla byla jízdní kola.
1892 – transformace na Société Lyonnaise de Construction Vélocipédique et Automobile Rochet & Schneider.
1896 – výroba prvního automobilu.
1901 – na pařížském autosalonu byla představena široká nabídka vozů
1905 – po prodeji lyonské továrny za 4,5 milionu franků v předchozím roce vznikla Rochet and Schneider Limited, sídlo společnosti bylo v Londýně, produkce probíhala v Lyonu. Vyráběno bylo kolem 250 automobilů ročně. Koncem roku 1907 skončila firma v likvidaci.
1909 – založení akciové společnosti Société anonyme des établissements Rochet-Schneider, odchod Théodore Schneidera.
1909 – založení dceřiné firmy Société du carburateur Zénith, mateřská firma vlastnila 88 % akcií.
1913 – francouzský prezident Raymond Poincaré pořídil jako „služební“ vůz „torpédo“ Rochet-Schneider, jeho dalším oficiálním vozem byl Panhard 20HP..
1926 – na 20. pařížském autosalonu 26. října bylo představeno pět modelů firmy.
1931 – konec výroby osobních automobilů.
1951 – konec výroby těžkých nákladních automobilů.
1959 – společnost se stala filiálkou firmy Berliet.
1968 – ukončení všech aktivit v Lyonu.

## Vozidla
První modely byly osazovány jednoválcovými motory, celkově byly velmi podobné tehdejším automobilům německé firmy Benz. Od roku 1901 byly vyráběny modely 8 CV s dvouválci a 12 CV se čtyřválcovými motory, které byly stejně jako ve vozech Panhard & Levassor (Système Panhard) umístěny vpředu.
Později začala firma vyrábět vozy vlastní konstrukce. V roce 1903 byl na trh uveden typ 20/22 CV. V roce 1906 vznikl model 18 CV s motorem o objemu 4400 cm³. Od roku 1907 byly vyráběny vozy se šestiválcovými motory o objemu 10 900 cm³. V roce 1911 nabízela firma kromě jiných i vozy osazené čtyřválci s objemem 4800 cm³ a šestiválcem o objemu 5500 cm³. V roce 1914 si zákazníci mohli vybrat z vozů se čtyř a šestiválcovými motory. V Rakousko-Uhersku vozy značky prodávala například ústecká firma Rösler & Jauernig.
Během první světové války přešel Rochet-Schneider na válečnou výrobu; byla vyráběna nákladní vozidla. Francouzská armáda na základě své objednávky odebrala 1500 vozidel. Po válce byly vyráběny typy 12 CV, 18 CV a 30 CV. V roce 1929 byly v nabídce čtyři modely se čtyř a šestiválcovými motory. Od poloviny dvacátých let 20. století společnost kladla stále větší důraz na užitková vozidla, ačkoli vyráběla a prodávala i osobní automobily. Na 25. pařížském autosalonu v říjnu 1931 byl posledním představeným impozantní vůz Rochet-Schneider 26CV s velkým šestiválcovým motorem s rozvodem OHV o objemu přibližně 5 litrů s dvojitým zapalováním a brzdami s posilovačem.
Více než dvě desítky dochovaných vozidel značky vystavuje několik, převážně francouzských sbírek.

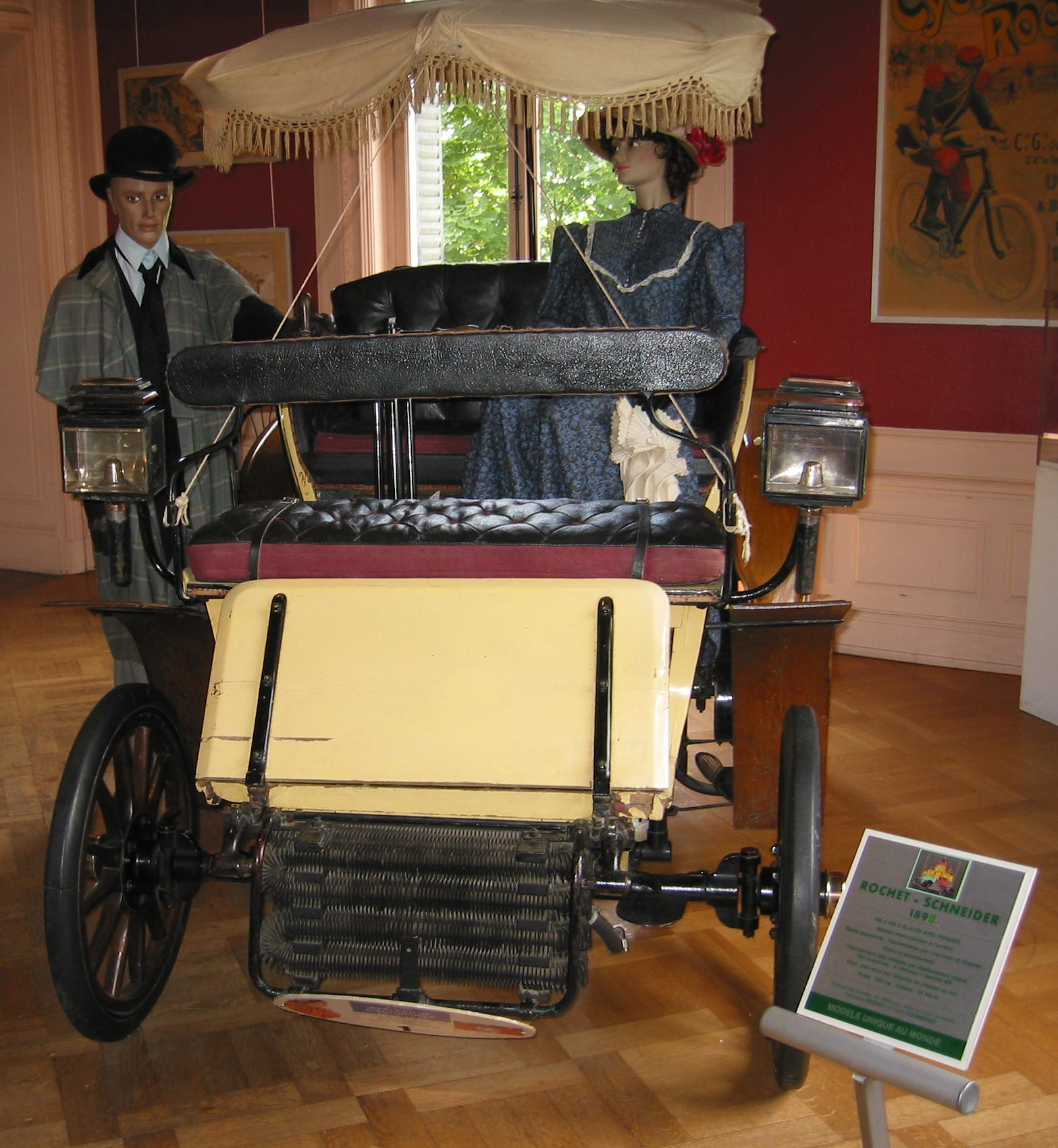
Rochet-Schneider (1898)
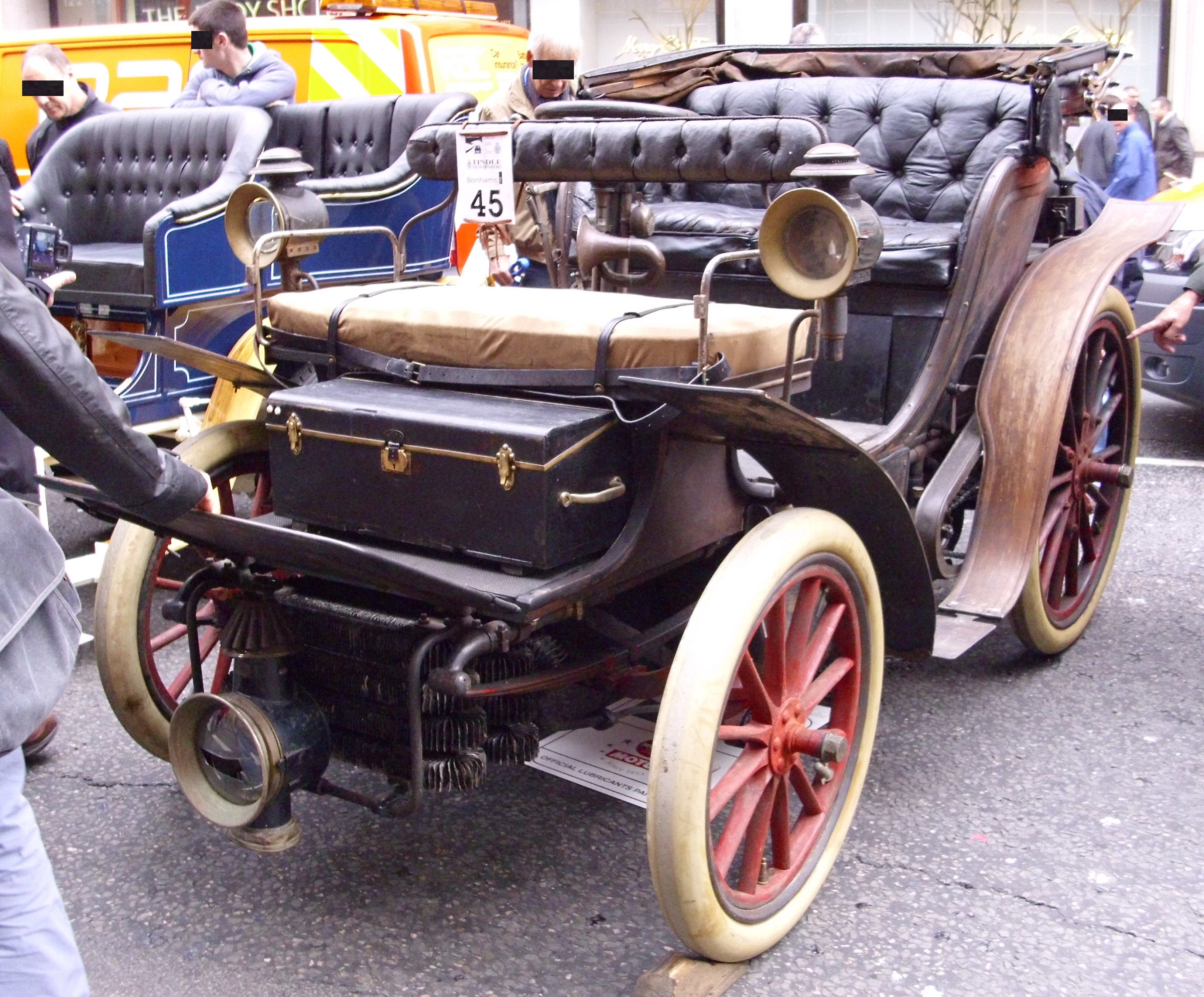
Rochet-Schneider (1899)
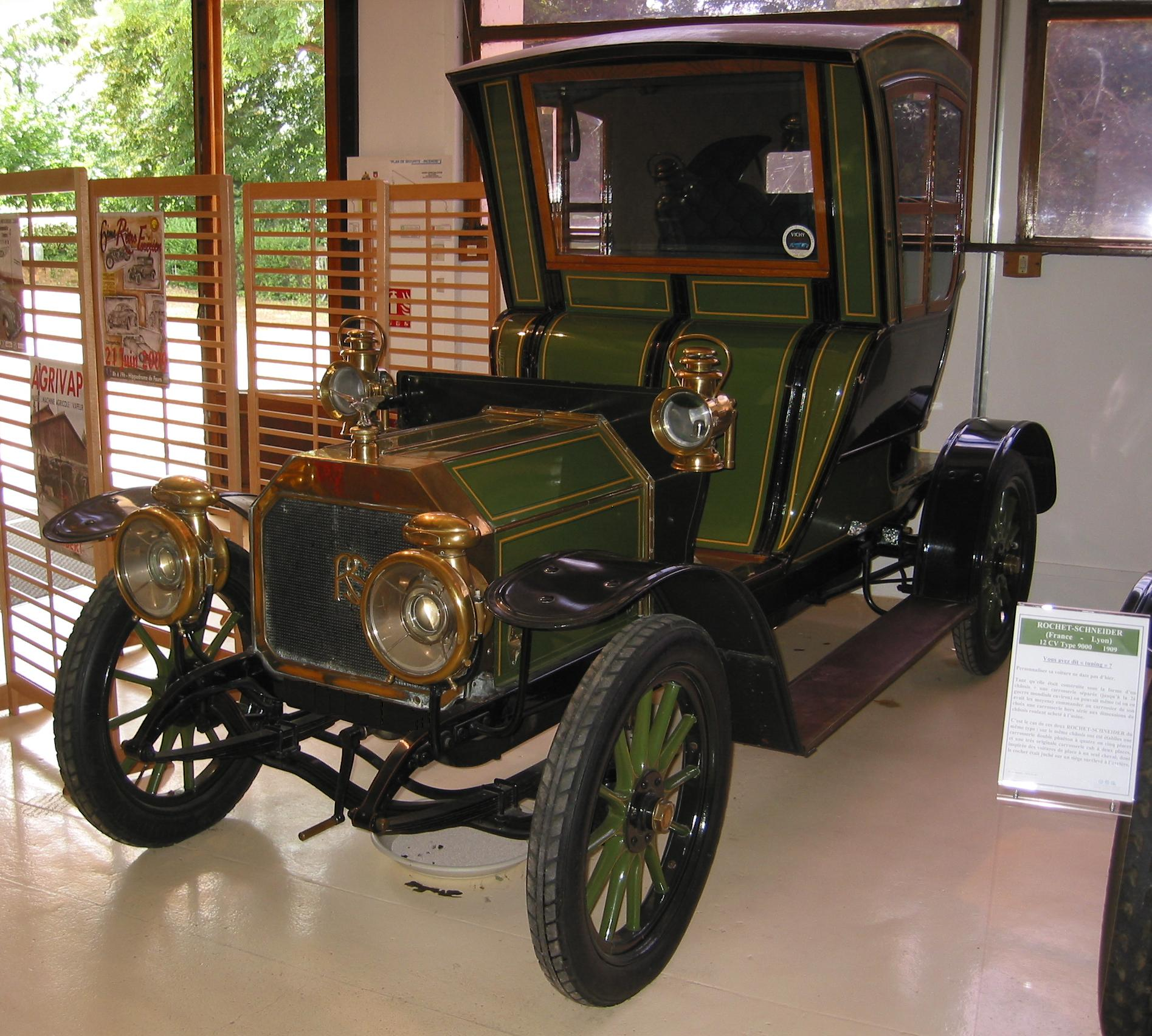
Rochet-Schneider (1909)
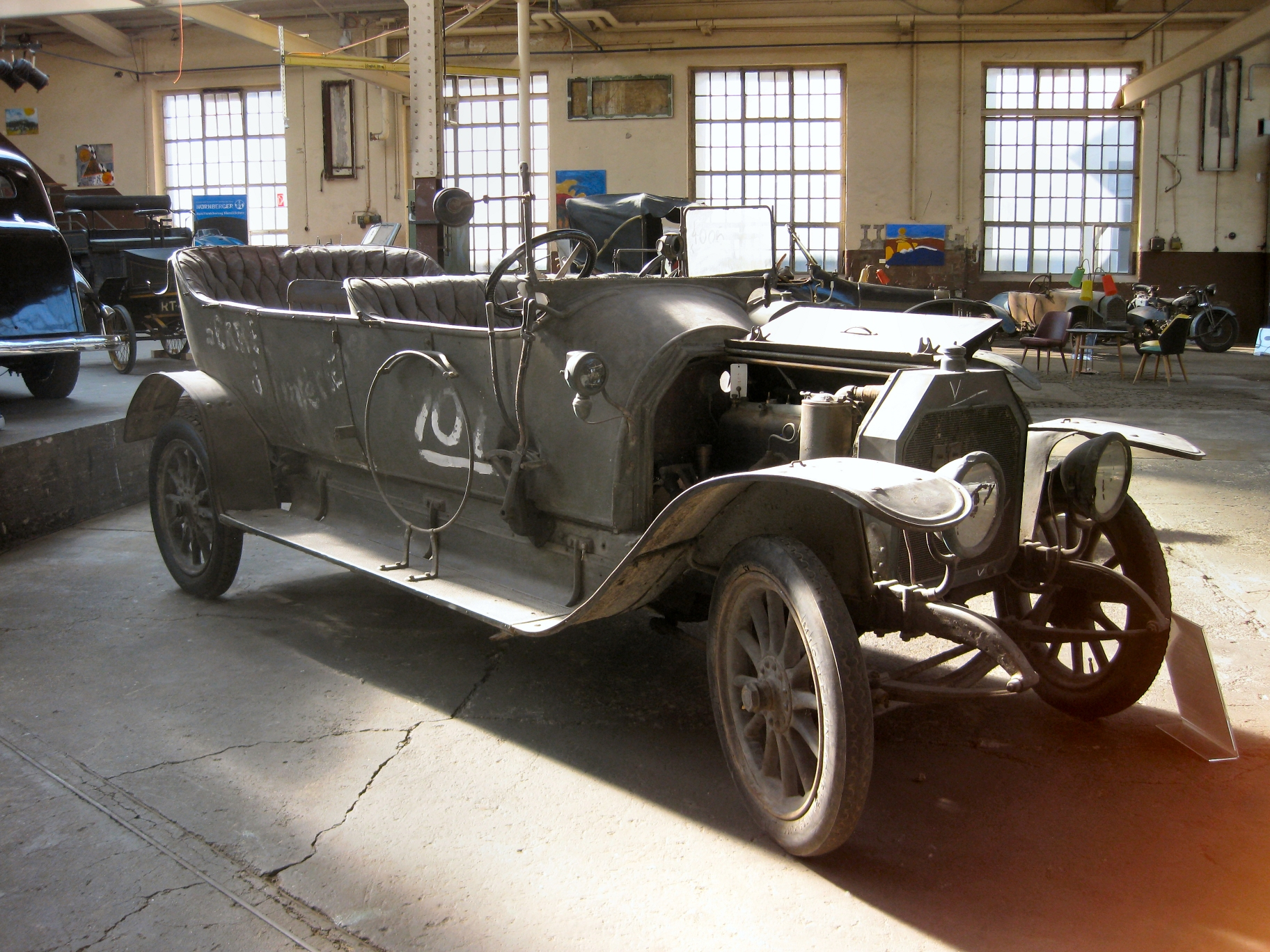
Rochet-Schneider 10000 (1912), sbírka Schlumpf
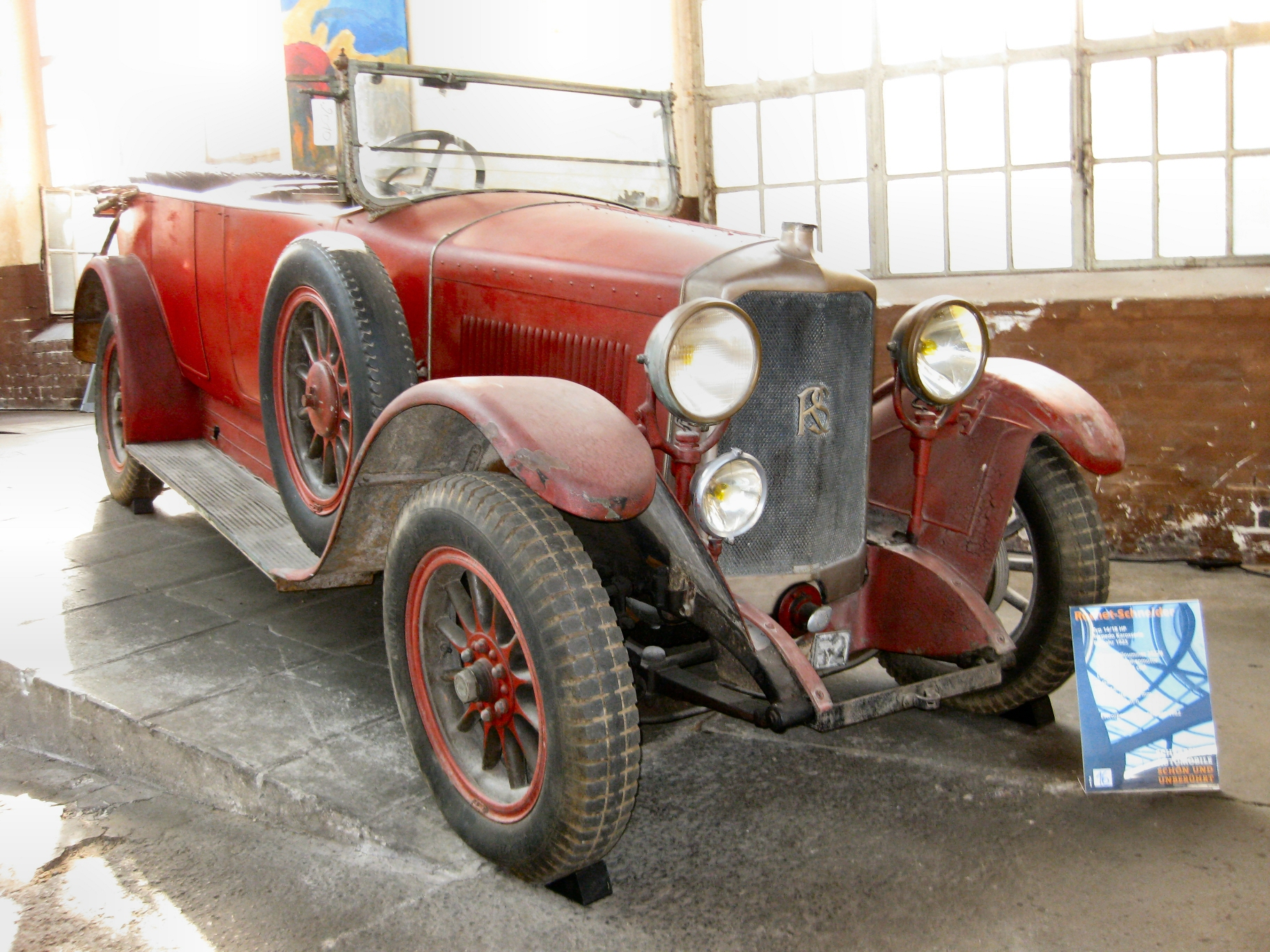
Rochet-Schneider Typ 14/18 (1925), Cité de l’Automobile – Musée National – Collection Schlumpf v Mylhúzách
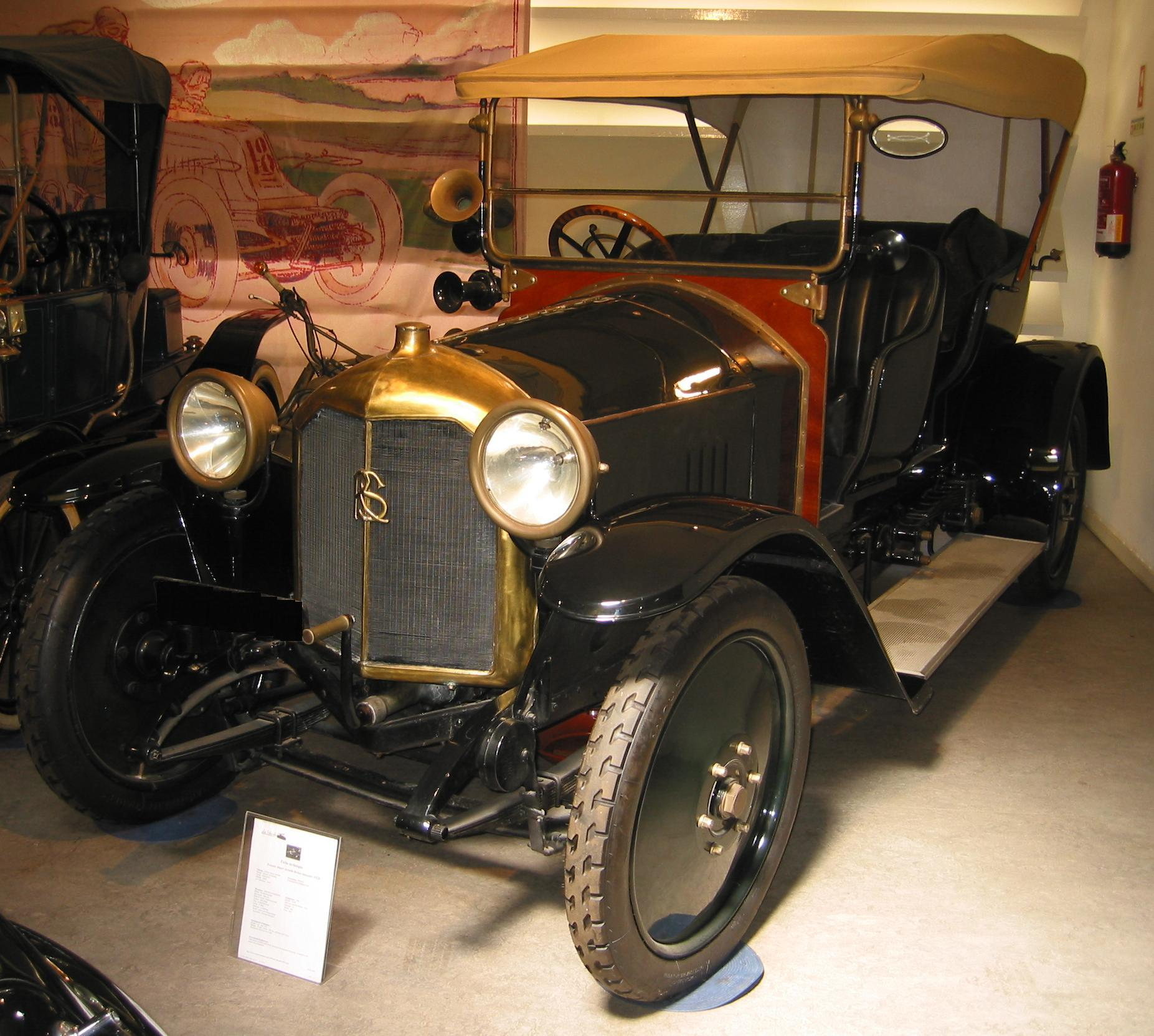
Rochet-Schneider 16500 (1924)
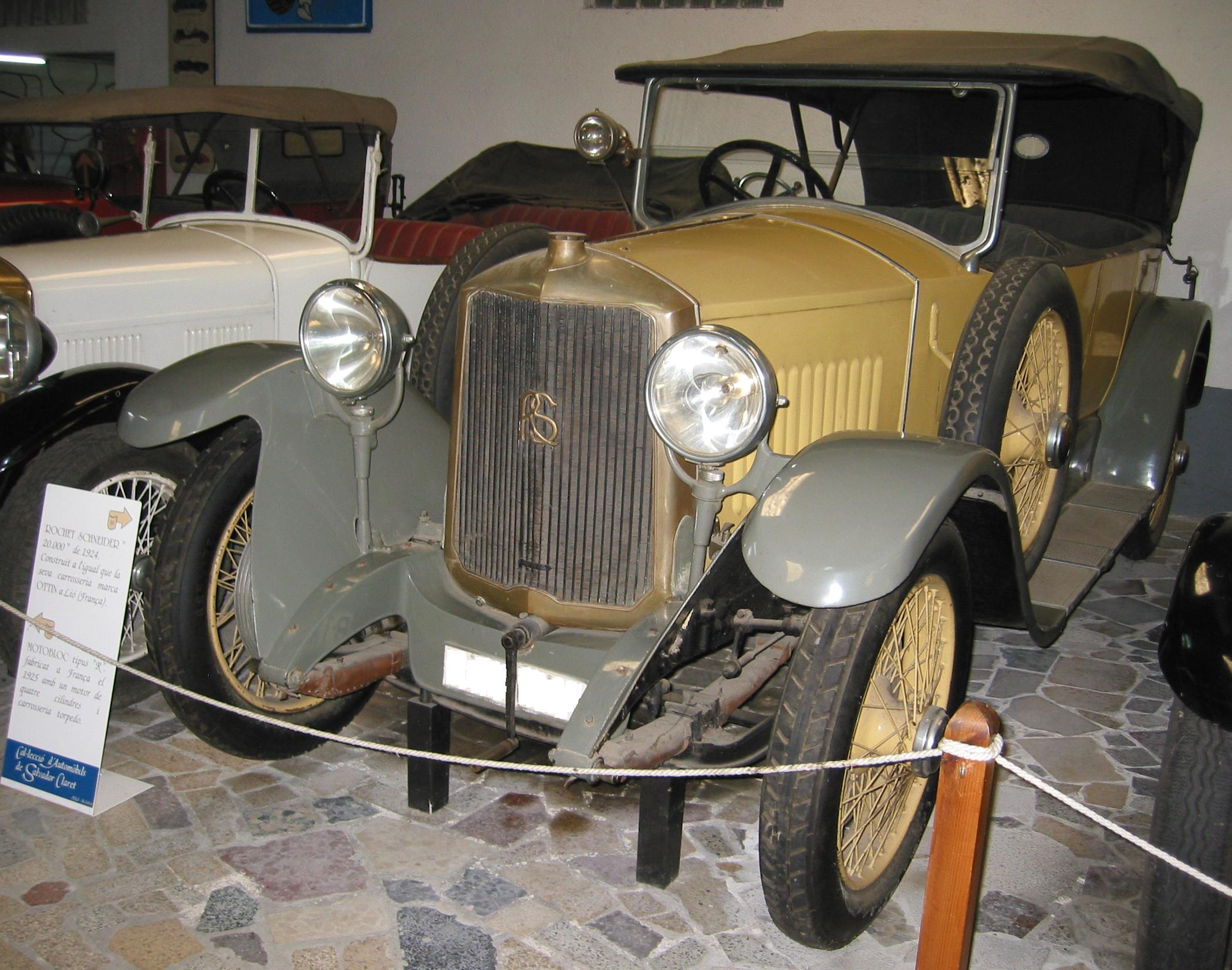
Rochet-Schneider 20000 (1924)
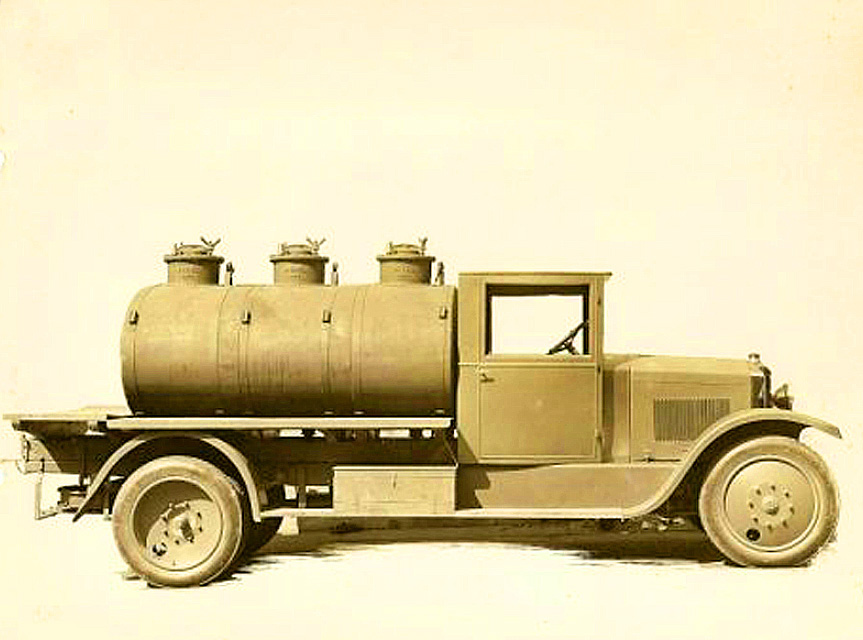
Užitkový vůz pro dopravu vína (1912)